# 佛海萤蔺
佛海萤蔺（学名：Schoenoplectiella fohaiensis）为莎草科萤蔺属下的一个种。